# 大和国
大和国（やまとのくに）は、日本の地方行政区分である令制国の一つ。畿内に属する。現在の奈良県。大国。

## 国名について
当国は、律令制定の際に表記を「大倭国（やまとのくに）」として成立したとされる。ただし藤原京出土の木簡に「□妻倭国所布評大□里」（所布評とは添評を指す）とあるように、「倭国」と記載された様子も見える。
その後、奈良時代の天平9年12月27日（ユリウス暦:738年1月21日）に表記は「大養徳」に改められた。天平19年3月16日（747年4月29日）には元の「大倭」に改称。その後、天平宝字元年（757年）頃から「大和」に定められたとされる。平安時代以降は「大和」で一般化した。
国名に使用される「ヤマト」とは、元々は「倭（やまと）、大倭（おおやまと/やまと）」等と表記して奈良盆地東縁の一地域を指す地名であった（狭義のヤマト）。その後、上記のように「大倭・大養徳・大和（やまと）」として現在の奈良県部分を領域とする令制国を指すようになり、さらには「日本（やまと）」として日本全体を指す名称にも使用された（「大和」の項も参照）。
戦国時代を経ても、飛鳥時代・奈良時代以来の古い寺社が権門領主として大和国を支配していたことから、安土桃山時代には「神国」という異称もあった。

## 沿革

### 近世以降の沿革
- 「旧高旧領取調帳」に記載されている明治初年時点での国内の支配は以下の通り（1,497村・495,885石余）。太字は当該郡内に藩庁が所在。国名のあるものは飛地領。下記のほか葛上郡・忍海郡・宇智郡を除く各郡に寺社領が所在。
  - 添上郡（146村・58,224石余） - 幕府領（奈良奉行）、郡山藩、柳生藩、小泉藩、伊勢津藩、伊勢久居藩、公家領、能楽師領
  - 添下郡（69村・40,322石余） - 旗本領、郡山藩、小泉藩
  - 平群郡（82村・30,860石余） - 幕府領（奈良奉行）、旗本領、郡山藩、奈良楽人領
  - 広瀬郡（35村・18,558石余） - 郡山藩、伊勢久居藩
  - 葛上郡（73村・23,778石余） - 幕府領（奈良奉行・五條代官所）、櫛羅藩、高取藩
  - 葛下郡（87村・42,447石余） - 幕府領（奈良奉行）、旗本領、郡山藩、櫛羅藩、高取藩、下野壬生藩
  - 式上郡（68村・22,573石余） - 幕府領（奈良奉行）、旗本領、柳本藩、芝村藩、伊勢津藩、伊勢久居藩
  - 式下郡（48村・27,968石余） - 幕府領（奈良奉行）、旗本領、郡山藩
  - 忍海郡（22村・5,577石余） - 幕府領（奈良奉行）、櫛羅藩
  - 宇智郡（64村・18,229石余） - 幕府領（五條代官所）、旗本領
  - 宇陀郡（125村・33,909石余） - 幕府領（奈良奉行・五條代官所）、柳本藩
  - 高市郡（116村・41,423石余） - 幕府領（奈良奉行）、旗本領、高取藩
  - 十市郡（85村・37,400石余） - 幕府領（奈良奉行）、旗本領、田原本藩、郡山藩、高取藩、伊勢津藩、伊勢久居藩、上総大多喜藩[注釈 3]
  - 山辺郡（151村・49,021石余） - 幕府領（奈良奉行）、旗本領、芝村藩、柳生藩、柳本藩、伊勢津藩、伊勢久居藩
  - 吉野郡（326村・45,588石余） - 幕府領（五條代官所）、旗本領、高取藩
- 慶応4年
  - 2月5日（1868年2月27日）[注釈 4] - 奈良奉行の管轄地域および吉野郡の一部（十津川郷を除く）が奈良府の管轄となる。
  - 5月21日（1868年7月10日） - 寺社領・旗本領が奈良府の管轄となる。
  - 7月29日（1868年9月15日） - 奈良府が改称して奈良県（第1次）となる。
- 明治2年
  - 3月6日（1869年4月17日） - 吉野郡の一部（十津川郷）が奈良府の管轄となる。
  - 6月 - 吉野郡の一部（十津川郷）が兵部省軍務官の管轄となる。
- 明治3年
  - 2月27日（1870年3月28日） - 五條代官所の管轄地域および奈良県の一部（十津川郷を除く吉野郡）が五條県の管轄となる。
  - 5月19日（1870年6月17日） - 吉野郡の一部（十津川郷）が五條県の管轄となる。
- 明治4年
  - 7月14日（1871年8月29日） - 廃藩置県により、藩領が郡山県、柳生県、小泉県、櫛羅県、高取県、柳本県、芝村県、田原本県および津県、久居県、壬生県の飛地となる。
  - 11月22日（1872年1月2日） - 第2次府県統合により、全域が奈良県の管轄となる。
- 明治9年（1876年）4月18日 - 第2次府県統合により堺県の管轄となる。
- 明治14年（1881年）2月7日 - 大阪府の管轄となる。
- 明治20年（1887年）11月4日 - 奈良県（第2次）の管轄となる。

## 国内の施設

### 宮
大和国内には、これまでに度々天皇の住居（宮）が構えられている（詳細は皇居#歴代の皇居を参照）。

### 国府
国府所在地を記した文献は次の通り。
- 『和名抄』（平安時代中期成立）では、「高市郡」[8]
- 『拾芥抄』（鎌倉時代中期から南北朝時代成立）では、「高市郡」[9]
- 『節用集』（室町時代中期成立）では、「十市郡」[10]

国府は、葛上郡掖上（現在の御所市東北部と同市名柄の二説あり）の地にあったが、平城京遷都に伴って8世紀に高市郡（『和名類聚抄』）の軽の地に移ったとされる。その後13世紀には平群郡（現在の大和郡山市今国府）に移った。このように国府は数か所に推定されているが、詳細は明らかでない。

### 国分寺・国分尼寺
- 大和国分寺
  - 東大寺 （奈良県奈良市、北緯34度41分20.38秒 東経135度50分23.78秒 / 北緯34.6889944度 東経135.8399389度） - 総国分寺。
  - 国分寺 （奈良県橿原市、北緯34度30分37.1秒 東経135度47分41.1秒 / 北緯34.510306度 東経135.794750度） - 勝満山満法院。

東大寺とするのが一般的だが、後者とする説もある。

- 大和国分尼寺
  - 法華寺 （奈良県奈良市、北緯34度41分32.65秒 東経135度48分14.85秒 / 北緯34.6924028度 東経135.8041250度） - 総国分尼寺。

### 神社
延喜式内社
『延喜式神名帳』には、大社128座85社（うち名神大社47座26社）・小社158座131社の計286座216社が記載されている（大和国の式内社一覧参照）。
総社・一宮
- 総社：国府神社 （奈良県高市郡高取町下土佐、北緯34度26分41.86秒 東経135度47分52.19秒 / 北緯34.4449611度 東経135.7978306度）
- 一宮：大神神社 （奈良県桜井市三輪、北緯34度31分45.11秒 東経135度51分8.74秒 / 北緯34.5291972度 東経135.8524278度）[11] - ただし、神社側で自ら一宮を称した文書は見つかっていない[12]。

二宮以下はない。

## 地域

### 郡
| 古代 | 古代   | 中世   | 1896年4月1日 | 現在                                 |
| ---- | ------ | ------ | ------------ | ------------------------------------ |
| 曾布 | 添上郡 | 添上郡 | 添上郡       | 奈良市・天理市                       |
| 曾布 | 添下郡 | 添下郡 | 生駒郡       | 大和郡山市・生駒市・生駒郡           |
|      | 平群郡 | 平群郡 | 生駒郡       | 大和郡山市・生駒市・生駒郡           |
|      | 広瀬郡 | 広瀬郡 | 北葛城郡     | 大和高田市・香芝市・葛城市・北葛城郡 |
| 葛城 | 葛下郡 | 葛下郡 | 北葛城郡     | 大和高田市・香芝市・葛城市・北葛城郡 |
| 葛城 | 葛上郡 | 葛上郡 | 南葛城郡     | 御所市・葛城市の一部                 |
| 葛城 | 忍海郡 | 忍海郡 | 南葛城郡     | 御所市・葛城市の一部                 |
|      | 宇智郡 | 宇智郡 | 宇智郡       | 五條市                               |
|      | 吉野郡 | 吉野郡 | 吉野郡       | 五條市・吉野郡                       |
|      | 宇陀郡 | 宇陀郡 | 宇陀郡       | 宇陀市・宇陀郡                       |
| 磯城 | 城上郡 | 式上郡 | 磯城郡       | 天理市・橿原市・桜井市・磯城郡       |
| 磯城 | 城下郡 | 式下郡 | 磯城郡       | 天理市・橿原市・桜井市・磯城郡       |
|      | 十市郡 | 十市郡 | 磯城郡       | 天理市・橿原市・桜井市・磯城郡       |
|      | 高市郡 | 高市郡 | 高市郡       | 橿原市・高市郡                       |
|      | 山辺郡 | 山辺郡 | 山辺郡       | 天理市・奈良市・山辺郡               |

郡名は『延喜式』による。

### 江戸時代の藩
- 郡山藩（郡山城）：水野家〔宗家〕（6万石、1615年 - 1619年）→松平（奥平）家（12万石、1619年 - 1639年）→本多家（15万石→9万石と6万石、1639年 - 1679年）→松平（藤井）家（12万石、1679年 - 1685年）→本多家（12万石→5万石、1685年 - 1723年）→柳沢家（15万1千石、1724年 - 1871年）
- 高取藩（高取城）：本多家（3万石、1600年 - 1637年）→天領→植村家（2万5000石→2万500石→2万5000石、1640年 - 1871年）
- 柳生藩（柳生陣屋）：柳生家（1万2500石→8300石→1万石、1636年 - 1871年）
- 小泉藩（小泉陣屋）：片桐家（1万石→1万6千石→1万3千石→1万1千石、1600年 - 1871年）
- 柳本藩（柳本陣屋）：織田家（1万石、1615年 - 1871年）
- 戒重藩/芝村藩（芝村陣屋）：織田家（1万石、1615年 - 1871年）
- 大和新庄藩：桑山家（2万石→1万6000石→1万3000石→1万1000石、1600年 - 1682年）→永井家（1万石、1682年 - 1863年）→廃藩（櫛羅藩に転封）
- 櫛羅藩（櫛羅陣屋）：永井家（1万石、1863年 - 1871年）
- 宇陀松山藩（松山陣屋）：福島家（3万1717石、1600年 - 1615年）→織田家（2万8千石、1615年 - 1695年）→廃藩（丹波柏原藩へ転封）
- 興留藩（興留陣屋）：松平（藤井）家（1万石、1686年 - 1693年）→廃藩（備中庭瀬藩へ転封）
- 竜田藩：片桐家（2万8千石→4万石→1万石、1601年 - 1654年）→廃藩（無嗣断絶）
- 御所藩：桑山家（1万2千石→1万石→1万6千石→2万6千石、1600年 - 1629年）→廃藩（無嗣断絶）
- 大和五条藩：松倉家（1万石、1600年 - 1616年）→廃藩（肥前島原藩に転封）

## 人物

### 国司

#### 大和守
- 阿倍真君（従五位下）：慶雲3年（706年）任官
- 佐伯男（従五位下）和銅元年（708年）任官
- 紀飯麻呂（従四位下）：天平21年（749年）任官
- 山村王（従三位）：天平神護元年（765年）任官
- 石川名足（従五位上）：神護景雲2年2月18日（768年）任官
- 大伴古慈斐（従四位上）：宝亀元年（770年）任官
- 佐伯今毛人（正四位上）：延暦元年（782年）任官
- 石川名足　（従三位）：延暦7年2月6日（788年）任官　（再任）
- 石川真守（従四位上）：延暦11年2月2日（792年）任官
- 和家麻呂（従四位下）：延暦12年5月（793年）任官
- 三島名継（従四位下）：延暦16年1月13日（797年）任官
- 藤原園人（正五位下）：延暦17年2月（798年）任官
- 藤原縄主（従四位上）：延暦20年1月（801年）任官
- 藤原仲成（従四位下）：大同元年1月18日（806年）任官
- 藤原永貞（従五位下）：大同元年7月15日（806年）任官
- 藤原某（従五位下）：大同2年5月3日（807年）任官　（名不詳）
- 藤原継業（従四位下）：大同3年11月17日（808年）任官
- 坂田奈弖麻呂（従四位下）：弘仁元年9月10日（810年）任官
- 紀末成（従五位上）：弘仁12年7月（821年）任官
- 藤原藤広
- 長田王（従五位上）：承和元年1月12日（834年）任官
- 滋野貞主（従四位上）：承和6年1月11日（839年）任官
- 正躬王（従四位下）：承和8年1月12日（841年）任官
- 紀長江（従四位上）：承和10年1月12日（843年）任官
- 藤原長岡（従四位下）：承和10年7月（843年）任官
- 岑成王（正五位下）：承和14年1月12日（847年）任官
- 清瀧河根（従五位上）：嘉祥元年8月16日（848年）任官
- 丹墀門成（従五位上）：嘉祥3年5月17日（850年）任官
- 鎌蔵王（従五位上）：仁寿3年1月16日（853年）任官　（権守）
- 豊前王（正五位下）：仁寿3年4月10日（853年）任官
- 安倍貞行（従五位上）：天安元年1月14日（857年）任官
- 藤原氏雄（正五位下）：天安2年2月18日（858年）任官
- 在原善淵（正五位下）：貞観元年12月21日（859年）任官
- 弘宗王（正五位下）：貞観2年8月16日（860年）任官
- 在原安貞（従五位下）：貞観3年1月13日（861年）任官　（権守）
- 紀今守（従四位上）：貞観5年2月10日（863年）任官
- 藤原春岡（正五位下）：貞観5年2月10日（863年）任官　（権守）
- 良岑長松（従五位上）：貞観7年5月15日（865年）任官　（権守）
- 清原秋雄（従四位下）：貞観8年（866年）任官
- 藤原本雄（正五位下）：貞観9年1月12日（867年）任官　（権守）
- 藤原本雄（従四位下）：貞観10年1月16日（868年）任官
- 坂上瀧守
- 平教盛
- 平基盛
- 忠貞王
- 伴保平
- 藤原家依
- 藤原伊家 - 寛治2(1088)年、白河上皇高野御幸時負担*藤原輔公
- 藤原園人
- 藤原親盛
- 藤原長岡
- 藤原登任
- 藤原真楯
- 藤原師氏
- 藤原安親
- 源重時
- 源光行
- 源頼定
- 源頼親
- 大江公景
- 宇都宮信房

#### 武家官位としての大和守

##### 江戸時代以前
- 陸奥石川氏（平安～安土桃山時代）
  - 石川光義：第4代当主。平安時代後期の武将
  - 石川義季：第5代当主。平安時代後期の武将
  - 石川基光：第6代当主。平安末期から鎌倉時代初期の武将
  - 石川光長：第9代当主。鎌倉時代の武将
  - 石川元盛：第10代当主。鎌倉時代の武将
  - 石川盛義：第11代当主。鎌倉時代の武将
  - 石川晴光：第24代当主。戦国時代から安土桃山時代の武将、陸奥国石川郡三芦城主
  - 石川昭光：第25代当主。戦国時代から江戸時代初期の武将、伊達晴宗の4男で伊達政宗の家臣
- 戦国時代尾張国清洲城主織田大和守家
  - 織田久長：大和守家第2代当主
  - 織田敏定：大和守家第3代当主
  - 織田達定：大和守家第6代当主
  - 織田達勝：大和守家第7代当主
  - 織田信友：大和守家第8代当主
- その他
  - 宇都宮信房：平安時代末期から鎌倉時代前期の武将
  - 伊東祐時：鎌倉時代前期の武将。工藤祐経の子。鎌倉幕府御家人
  - 高重茂：南北朝時代の武将、守護大名。関東執事、武蔵守護。高師直の弟
  - 三木直頼：戦国時代の武将。飛騨三木氏の当主。姉小路頼綱の祖父
  - 遠山景任：戦国時代の武将。岩村遠山氏当主
  - 本庄房長：戦国時代の武将。越後の国人本庄氏当主
  - 姉小路頼綱：戦国時代・安土桃山時代の武将、飛騨国の戦国大名
  - 直江景綱：戦国時代・安土桃山時代の武将。越後長尾氏（上氏）の家臣、直江兼続の養父
  - 本多政重：安土桃山時代から江戸時代前期にかけての武将。父は本多正信、養父は直江兼続

##### 江戸時代
- 日向伊東氏/日向飫肥藩伊東家
  - 伊東祐安：日向伊東氏第3代当主、室町時代の武将
  - 伊東祐堯：日向伊東氏第5代当主。室町時代から戦国時代の武将
  - 伊東祐国：日向伊東氏第6代当主。室町時代から戦国時代の武将
  - 伊東尹祐：日向伊東氏第7代当主。日向の戦国大名
  - 伊東祐久：日向伊東氏第14代当主。日向飫肥藩第3代藩主
  - 伊東祐実：日向伊東氏第16代当主。日向飫肥藩第5代藩主
  - 伊東祐之：日向伊東氏第18代当主。日向飫肥藩第7代藩主
  - 伊東祐福：日向伊東氏第20代当主。日向飫肥藩第9代藩主
- 大和柳本藩織田家
  - 織田尚長：初代藩主
  - 織田秀綿：第10代藩主
  - 織田信陽：第11代藩主
  - 織田信及：第13代藩主
- 上総一宮藩加納家
  - 加納久慎：加納家4代。伊勢八田藩第4代藩主
  - 加納久徴：加納家6代。上総一宮藩第2代藩主
  - 加納久恒：加納家7代。上総一宮藩第3代藩主
- 豊後日出藩木下家
  - 木下俊泰：第9代藩主
  - 木下俊敦：第13代藩主
  - 木下俊愿：第16代藩主
- 九鬼家宗家
  - 九鬼久隆：宗家2代。志摩鳥羽藩第2代藩主、摂津三田藩初代藩主
  - 九鬼隆久：宗家6代。三田藩の第5代藩主
  - 九鬼隆徳：宗家12代。三田藩の第11代藩主
- 下総関宿藩久世家
  - 久世広之：久世家初代。下総関宿藩初代藩主・老中
  - 久世重之：久世家2代。関宿藩第2代藩主、備中庭瀬藩初代藩主、丹波亀山藩初代藩主、三河吉田藩初代藩主、関宿藩再封初代藩主
  - 久世広誉：久世家5代。関宿藩第5代藩主
  - 久世広明：久世家4代。関宿藩第4代藩主・老中
  - 久世広周：久世家7代。関宿藩の第7代藩主・老中
- 上総久留里藩黒田家
  - 黒田直純：初代藩主
  - 黒田直英：第3代藩主
  - 黒田直温：第4代藩主
  - 黒田直和：第8代藩主
- 但馬出石藩小出家
  - 小出吉政：小出家2代。但馬出石藩主、和泉岸和田藩2代藩主
  - 小出吉英：小出家3代。但馬出石藩2代および4代藩主、和泉岸和田藩3代藩主
  - 小出英益：小出家6代。但馬出石藩第7代藩主
- 肥前福江藩五島家
  - 五島盛佳：第6代藩主。五島家第26代当主
  - 五島盛道：第7代藩主。五島家第27代当主
  - 五島盛運：第8代藩主。五島氏の第28代当主
  - 五島盛繁：第9代藩主。五島家第29代当主
  - 五島盛成：第10代藩主。五島家第30代当主
- 安房勝山藩酒井家
  - 酒井忠国：初代藩主
  - 酒井忠大：第4代藩主
  - 酒井忠鄰：第5代藩主
  - 酒井忠和：第6代藩主
  - 酒井忠嗣：第7代藩主
  - 酒井忠美：第9代藩主
- 信濃高遠藩内藤家
  - 内藤重頼：内藤家5代。
  - 内藤頼由：内藤家8代。高遠藩第3代藩主
  - 内藤長好：内藤家10代。高遠藩第5代藩主
  - 内藤頼以：内藤家11代。高遠藩第6代藩主
  - 内藤頼寧：内藤家12代。高遠藩第7代藩主
  - 内藤頼直：内藤家13代。高遠藩第8代藩主
- 信濃飯田藩堀家
  - 堀親賢：第4代藩主
  - 堀親蔵：第6代藩主
  - 堀親長：第7代藩主
  - 堀親民：第9代藩主
  - 堀親寚：第10代藩主・老中格
  - 堀親義：第11代藩主
- 美濃高富藩本庄家
  - 本庄道矩：第2代藩主
  - 本庄道堅：第4代藩主
  - 本庄道信：第5代藩主
- 播磨山崎藩本多家
  - 本多忠堯：第4代藩主
  - 本多忠居：第6代藩主
  - 本多忠鄰：第8代藩主
- 上野七日市藩前田家
  - 前田利孝：初代藩主
  - 前田利理：第6代藩主
  - 前田利尚：第7代藩主
  - 前田利見：第8代藩主
  - 前田利以：第9代藩主
  - 前田利和：第10代藩主
  - 前田利豁：第11代藩主
- 結城松平家
  - 松平直基：結城家初代。越前勝山藩主、越前大野藩主、出羽山形藩主、播磨姫路藩初代藩主
  - 松平直矩：結城家2代。姫路藩第2代藩主、越後村上藩主、姫路藩主（再封）、豊後日田藩主、出羽山形藩主、陸奥白河藩初代藩主
  - 松平基知：結城家3代。白河藩第2代藩主
  - 松平明矩：結城家4代。白河藩第3代藩主、姫路藩初代藩主（再々封）
  - 松平朝矩：結城家5代。姫路藩第2代藩主、上野前橋藩主、武蔵川越藩初代藩主
  - 松平直恒：結城家6代。川越藩第2代藩主
  - 松平直温：結城家7代。川越藩第3代藩主
  - 松平斉典：結城家8代。川越藩第4代藩主
  - 松平典則：結城家9代。川越藩第5代藩主
  - 松平直侯：結城家10代。川越藩第6代藩主
  - 松平直克：結城家11代。川越藩第7代藩主、上野前橋藩初代藩主（再封）
- 駿河沼津藩水野家
  - 水野忠成：第2代藩主・老中
  - 水野忠義：第3代藩主
  - 水野忠武：第4代藩主
- その他
  - 青山幸道：丹後宮津藩第2代藩主、美濃郡上藩初代藩主
  - 井上正岑：美濃八幡藩第2代藩主、丹波亀山藩主、常陸下妻藩主、常陸笠間藩初代藩主・老中
  - 井上正経：常陸笠間藩第3代藩主、陸奥磐城平藩主、遠江浜松藩初代藩主・老中
  - 田沼意知：田沼意次の嫡子・若年寄
  - 土屋数直：常陸土浦藩初代藩主・老中
  - 戸沢正庸：出羽新庄藩第3代藩主
  - 土方義苗：伊勢菰野藩第9代藩主
  - 土方雄永：伊勢菰野藩第12代藩主
  - 松平典信：丹波篠山藩第2代藩主
  - 松平忠恕：下野宇都宮藩第2代藩主、肥前島原藩初代藩主
  - 水野元綱：三河新城藩第2代藩主、上野安中藩初代藩主

### 守護
鎌倉、室町時代を通じて守護所は設置されず、興福寺がその役割を果たしていた。ただし、その守護権の行使については不明な点が多く、「興福寺別当が守護権限を行使していた」説、「一乗院・大乗院の両門跡が守護権限を行使していた」説、「両門跡のどちらかが興福寺別当の時は別当が、それ以外の者が別当の時は別当と両門跡が共同で守護権限を行使していた」説がある。
但し、室町時代後期には宇智郡は河内畠山氏が、宇陀郡は北畠氏が、それぞれの分郡守護であったとする説がある。
また、天正3年（1575年）に織田家臣の塙直政が織田信長から大和守護に任じられ、直政が天王寺の戦いで戦死すると天正4年（1576年）に筒井順慶が織田信長から大和守護に任じられている。

### 戦国大名
- 筒井氏（筒井城）
- 松永久秀（信貴山城）
- 織豊政権の大名
  - 塙直政（多聞山城）：山城南部・大和の2カ国守護（大和守護は1575年～1576年）
  - 筒井順慶（大和郡山城）：1576年大和守護、大和国内18万石・与力含め44万石。1584年の順慶死後、養子の筒井定次は伊賀上野城へ転封
  - 豊臣秀長・秀保（大和郡山城）：大和国・和泉国・紀伊国三ヵ国100万石余（1585年～1595年）。豊臣秀保の死により断絶
  - 増田長盛（大和郡山城）：大和国内22万3千石（1595年~1600年）。関ヶ原の戦い後改易

## 大和国の合戦
- 645年：乙巳の変、中大兄皇子・中臣鎌足 x 蘇我入鹿・蘇我蝦夷
- 672年：壬申の乱、大海人皇子軍 x 大友皇子軍
  - 672年：倭古京付近の戦い、大伴吹負・紀阿閉麻呂・多品治・三輪子首・置始菟等 x 大野果安・壱伎韓国・犬養五十君等
- 1181年：南都焼討、平家軍（平重衡） x 東大寺・興福寺
- 1455年：第一次筒井城の戦い、畠山義就・越智連合軍 x 筒井順永
- 1466年：第二次筒井城の戦い、畠山義就 x 筒井順永
- 1477年：第三次筒井城の戦い、越智家栄 x 筒井順尊
- 1483年：第四次筒井城の戦い、古市氏・箸尾氏軍 x 成身院順盛軍
- 1516年：第五次筒井城の戦い、越智家教・古市氏連合軍 x 成身院順盛軍
- 1565年：第六次筒井城の戦い、松永久秀軍 x 筒井順慶軍
- 1565年：第七次筒井城の戦い、筒井順慶軍 x 松永久秀軍
- 1567年：東大寺大仏殿の戦い、松永久秀・三好義継・三好三人衆軍 x 筒井順慶・池田勝正軍
- 1568年：信貴山城の戦い、筒井順慶・三好三人衆軍 x 松永久秀軍
- 1568年：第八次筒井城の戦い、松永久秀軍 x 筒井順慶軍
- 1571年：辰市城の戦い、筒井順慶軍 x 松永久秀・三好義継軍
- 1577年：信貴山城の戦い、織田軍（織田信忠・筒井順慶・明智光秀・細川藤孝・佐久間信盛・羽柴秀吉） x 松永久秀軍
- 1615年：大坂夏の陣、江戸幕府軍（徳川家康・徳川秀忠） x 豊臣軍（豊臣秀頼）
  - 1615年：郡山城の戦い、筒井定慶・筒井順斎 x 大野治房・箸尾高春